# مرض ترسب السلسلة الخفيفة
مرض ترسب السلسلة الخفيفة (LCDD) هو مرض نادر يصيب خلايا الدم، ويتميز بترسب شظايا من الغلوبولين المناعي المضاد للعدوى، والتي تسمى السلاسل الخفيفة (LCs). عادةً التخلص الجسم من الغلوبولين المناعي أو السلاسل الخفيفة عن طريق الكلى، ولكن في مرض ترسب السلسلة الخفيفة، تتسبب رواسب السلسلة الخفيفة هذه في إتلاف الأعضاء وتسبب المرض. تتأثر الكلى دائمًا تقريبًا، وهذا غالبًا يؤدي إلى الفشل الكلوي. يعاني حوالي نصف الأشخاص المصابين بمرض ترسب السلسلة الخفيفة أيضًا من خلل في خلايا البلازما، وهو طيف من الأمراض التي تشمل الورم النقوي المتعدد، وداء والدنستروم الكبير، والاعتلال الغامائي أحادي النسيلة ذو الأهمية غير المحددة في المراحل السابقة للسرطان لهذين المرضين. على عكس داء النشواني، حيث ترسب السلاسل الخفيفة في رواسب أميلويد مميزة، في مرض ترسب السلسلة الخفيفة، ترسب السلاسل الخفيفة في حبيبات غير أميلويد.

## العلامات والأعراض
يمكن أن يؤثر مرض ترسب السلاسل الخفيفة على أي عضو. تأثر الكلى دائمًا موجود، يمكن تشخيصه من خلال وجود بول دموي مجهري وبيلة بروتينية. بسبب التراكم التدريجي للسلاسل الخفيفة من ترشيح البلازما، تتدهور وظائف الكلى بسرعة لدى غالبية مرضى مرض ترسب السلاسل الخفيفة، إما على شكل التهاب كلوي أنبوبي خلالي حاد أو التهاب كبيبات الكلى سريع التطور. يمكن أن تشمل هذه الحالة متلازمة كلوية، وبيلة بروتينية، و/أو فشل كلوي. بغض النظر عن درجة إفراز السلسلة الخفيفة، يحدث الفشل الكلوي بتردد مماثل. علاوة على ذلك، قد يكون ارتفاع ضغط الدم موجودًا عند التشخيص لدى مرضى مرض ترسب السلاسل الخفيفة. قد تتكون رواسب في الجلد، والرئتين، والجهاز الهضمي، والغدة الدرقية، والبنكرياس، ونخاع العظم، والطحال، والعقد اللمفاوية، والغدد الكظرية. يُعدّ الترسب خارج الكلية المصحوب بأعراض أمرًا نادرًا.  ليس من الواضح ما إذا كان مرض ترسب السلسلة الخفيفة الموضعي حالة حقيقية أم أنه أول علامة على مرض ترسب السلسلة الخفيفة الجهازي الصامت. يُعد الكبد الموقع الأكثر شيوعًا خارج الكلي في مرض ترسب السلسلة الخفيفة، على الرغم من أن الإصابة لا تقتصر دائمًا على هذا العضو. يبدو أنه لا توجد علاقة بين درجة ترسب السلسلة الخفيفة داخل الكبد وشدة خلل وظائف الكبد. بالإضافة إلى ارتفاع ضغط الدم الوريدي البابي وقصور الكبد، قد يموت المرضى المصابون بسبب الفشل الكبدي. قد يرتبط تأثر القلب بالرجفان الأذيني الانتيابي، وفشل القلب الاحتقاني الشديد، واعتلال عضلة القلب التقييدي. نادرًا ما تتأثر الرئتان بمرض ترسب السلسلة الخفيفة، والذي عادةً يُلحق الضرر بالنسيج الحشوي؛ يبدو أن إصابة الشعب الهوائية نادرة للغاية. مع ذلك، فقد أشارت التقارير الحديثة إلى تأثر المسالك الهوائية الرئيسية. وقد وُصفت أمراض رئوية بينية عقيدية ومنتشرة؛  مع ذلك، لم تُبلّغ الدراسات إلا عن سبع حالات من ترسب السلسلة الخفيفة حتى الآن. تُضاهي آثار ترسب البروتين الجهازي على الأعصاب آثار داء النشواني، الذي يُوصف سريريًا بالاعتلال العصبي المتعدد. قد تتشكل رواسب في الضفيرة المشيمية وعلى طول الألياف العصبية. بالإضافة إلى ذلك، أبلغ عن حالات معزولة من ترسب السلسلة الخفيفة داخل المخ.

## السبب
يتطور مرض ترسب السلسلة الخفيفة نتيجةً للإفراط في إنتاج الغلوبولينات المناعية غير الطبيعية، وبالتالي ترسبها. تتطور حوالي 60% من الحالات في سياق الورم البلازمي، والورم النقوي المتعدد، وغيرها من اضطرابات تكاثر الخلايا اللمفاوية. ومع ذلك، في كثير من الحالات، لا يمكن تحديد السبب الكامن.

## الآلية
يُفترض أن البنية الرئيسية للسلسلة الخفيفة في مرض ترسب السلسلة الخفيفة تُحدد كيفية ظهور المرض في الجسم. على الرغم من وصف κI-IV، إلا أن سلاسل كابا الخفيفة المتسلسلة في مرض ترسب السلسلة الخفيفة تُرجّح أن تنتمي إلى النمط الفرعي للمنطقة V، والذي يبدو أن VκIV مُمثّلٌ فيه بشكل زائد. لم تُربط مسببات هذه البروتينات بأي نمط أو بقايا هيكلية مُحددة، ولكن تم تحديد عدد من الخصائص المتكررة. أولًا، الطفرات الجسدية، وليست الطفرات في الخلايا الجرثومية، هي مصدر استبدال الأحماض الأمينية. ثانيًا، المنطقة التي تُحدد التكاملية هي المكان الذي تحدث فيه عمليات الاستبدال بشكل متكرر. ثالثًا، من المرجح أن تُدخل الطفرات المبلغ عنها في كل من سلاسل الكابا والخفيفة بقايا كارهة للماء. يؤدي هذا إلى تعطيل تفاعلات البروتين مع البروتين وزعزعة استقرار البروتين، مما يؤدي إلى ترسب البروتين في الأنسجة. يتوضح الميل إلى التجمع في نموذج الفئران لمرض ترسب السلسلة الخفيفة حيث لوحظ ترسب السلسلة الخفيفة في كلية الفئران المحولة باستخدام ناقلات تحتوي على تسلسل سلسلة كابا الخفيفة من فرد مصاب بمرض ترسب السلسلة الخفيفة مع النمط الفرعي VκIV. وأخيرًا، نظرًا لأن بعض مرضى ترسب السلسلة الخفيفة لديهم عزلات من سلاسل كابا الخفيفة ذات طفرات تنتج مواقع جديدة لغلكزة N، يمكن ربط التعديل بعد الترجمة بإنشاء سلاسل خفيفة مرضية. من الممكن أن تزيد البقايا الكارهة للماء الجديدة إلى جانب مواقع غلكزة N من احتمالية تراكم السلاسل الخفيفة في الأغشية القاعدية للأنسجة المصابة. يُعتقد أيضًا أن الخلية المسنجية تلعب دورًا في التسبب في مرض ترسب السلسلة الخفيفة.

## التشخيص
يتطلب تشخيص مرض ترسب السلسلة الخفيفة إجراء عدد من الفحوص المخبرية. تُجمع عينات الدم والبول لتقييم وظائف الكلى والكبد وتحديد وجود بروتين وحيد النسيلة. تُجرى فحوصات تصويرية مثل تخطيط صدى القلب والموجات فوق الصوتية للبطن. قد يُوصى أيضًا بإجراء فحص بالأشعة المقطعية، أو التصوير بالرنين المغناطيسي (MRI)، أو التصوير المقطعي بالإصدار البوزيتروني (PET). يجب تقييم المرضى المشتبه بإصابتهم بمرض ترسب السلسلة الخفيفة باستخدام لوحة فحص اضطرابات تكاثر الخلايا البلازمية. ومع ذلك، ازدادت دقة استراتيجيات الفحوصات المخبرية للكشف عن اعتلالات غاما وحيدة النسيلة مع تطور فحوصات المصل الكمية لاختبار سلسلة الغلوبولين المناعي الخفيفة الحرة؛ ويمكن ملاحظة هذه الدقة التشخيصية المتزايدة بسهولة في أمراض سلسلة الغلوبولين المناعي الخفيفة وحيدة النسيلة. تشير أحدث إرشادات الفحص التشخيصي إلى أن التثبيت المناعي في المصل، بالإضافة إلى فحص سلسلة الغلوبولين المناعي الخفيفة الحرة، يُعدّ فحصًا كافيًا لاضطرابات تكاثر خلايا البلازما، باستثناء داء النشواني الخفيف (AL) ومرض ترسب السلسلة الخفيفة، نظرًا لزيادة حساسية أمراض السلسلة الخفيفة الحرة. مع ذلك، يُنصح باستخدام التثبيت المناعي في البول، بالإضافة إلى فحص مرض ترسب السلسلة الخفيفة وداء النشواني الخفيف الحر (AL). يؤكد الفحص النسيجي المناعي لأنسجة من عضو مصاب - وهو ليس من النوع المُحب للكونغوفيل - تشخيص مرض ترسب السلسلة الخفيفة. يحدد التقييم تقييد السلسلة الخفيفة في النسيج ما إذا كانت السلسلة الثقيلة أو الخفيفة وحيدة النسيلة. يجب أن يكون فحص الموجات الفوق الصوتي على البطن وتخطيط صدى القلب جزءًا من الفحص السريري عند تشخيص إصابة الشخص بمرض ترسب السلسلة الخفيفة لتقييم الطحال والكبد والعقد اللمفاوية. يلزم سحب عينة من نخاع العظم، بالإضافة إلى خزعة، لاستبعاد داء النشواني الخفيف و/أو الورم النقوي المتعدد. على غرار الأميلويد القلبي، يمكن اكتشاف الخلل الانبساطي وانخفاض مرونة عضلة القلب عن طريق تخطيط صدى القلب والقسطرة. باستخدام صبغة سلسلة خفيفة محددة في الكبيبات، بالإضافة إلى صبغة الكونغو الحمراء السالبة، والأغشية القاعدية الأنبوبية، والرواسب غير المتبلورة النقطية الشبيهة بالفلفل المطحون، يمكن التمييز بين مرض ترسب السلسلة الخفيفة والأسباب الأخرى للتصلب العقدي وتوسع المسانج. لا يُظهر اعتلال الكلية السكري أي رواسب؛ التهاب كبيبات الكلى الليفي هو سلبي لصبغة الكونغو الحمراء وله مظهر تكاثري مع الغلوبولين المناعي متعدد النسائل G؛ تُظهر أمراض ترسب الغلوبولين المناعي وحيد النسيلة الأخرى كلاً من الصبغة الخفيفة والثقيلة للسلسلة، أو مجرد الصبغة الثقيلة. تُظهر أسباب أخرى لنمط التهاب كبيبات الكلى التكاثري الغشائي مظاهر في المجهر الإلكتروني وتألقًا مناعيًا خاصًا بالمرض.

## العلاج
يهدف العلاج إلى تقليل إنتاج السلاسل الخفيفة المُتلفة للأعضاء. تشمل الخيارات العلاج الكيميائي باستخدام بورتيزوميب، وزراعة الخلايا الجذعية الذاتية، والأدوية المُعدّلة للمناعة، وزراعة الكلى. لا يوجد علاج قياسي لمرض ترسب السلسلة الخفيفة. وقد استُخدمت جرعات عالية من ميلفالان مع زراعة الخلايا الجذعية الذاتية لدى بعض المرضى. كما تم فحص نظام علاجي من بورتيزوميب وديكساميثازون.

## التوقعات
لا يبدو أن لترسب السلاسل الخفيفة المختلفة تأثير على المسار السريري لمرضى ترسب السلسلة الخفيفة، حيث من المعروف أن الأعراض السريرية تعتمد على كمية ونوع الأعضاء المُصابة. يبلغ متوسط مدة البقاء على قيد الحياة حوالي أربع سنوات. وبعد متابعة متوسطة لمدة 27 شهرًا، وجدت السلسلة الأكثر شمولاً حتى الآن أن 59% من الحالات انتهت بالوفاة، وأن 57% من الحالات وصلت إلى حالة يوريمية. تشمل عوامل تشخيص مرض ترسب السلسلة الخفيفة العمر، وترسب السلسلة الخفيفة خارج الكلية، وورم النخاع المتعدد في الخلايا البلازمية.

## علم الأوبئة
نظرًا لندرته نسبيًا، يُشخص مرض ترسب السلسلة الخفيفة خطأً على أنه مرض بروتيني. يُشخص ما يصل إلى 50% من المرضى بمرض ترسب السلسلة الخفيفة نتيجة اضطرابات تكاثرية لمفية مثل ورم النخاع المتعدد. يُشخص مرض ترسب السلسلة الخفيفة في متوسط عمر 58 عامًا. يُصيب مرض ترسب السلسلة الخفيفة الرجال أكثر بمرتين ونصف من النساء، ويرتبط غالبًا باعتلالات غاما أحادية النسيلة ذات دلالة غير معروفة لدى 17% من المرضى.